# Pierre Bézier
 Pierre Bézier  (París, 4 de diciembre de 1910 - Bures-sur-Yvette, Francia, 25 de noviembre de 1999) fue un ingeniero francés, creador de las llamadas curvas y superficies de Bézier. En la actualidad se usan de manera habitual en la mayoría de los programas de diseño gráfico y de diseño CAD.

## Trayectoria
Bézier nació en París el 1 de septiembre de 1910. Obtuvo el título de ingeniero mecánico de la École nationale supérieure d'arts et métiers en 1930 y, un año más tarde, el título de ingeniero eléctrico por la École supérieure d'électricité, doctorándose en matemáticas por la Universidad de París en 1977.
Trabajó para la Renault en el periodo 1933 a 1975, donde desarrolló un sistema de diseño asistido por ordenador denominado UNISURF CAD, patentado en 1968. Hizo toda su carrera en el puesto de director de métodos mecánicos. Al final de su carrera, por discordancias con sus superiores, pudo concentrarse en la modelización de superficies.
Desde 1968 a 1979 fue profesor de ingeniería de producción en el Conservatoire National des Arts et Métiers.
En 1985 fue reconocido por la ACM SIGGRAPH con un premio Steven Anson Coons por sus contribuciones, a lo largo de su vida, en los gráficos generados por ordenador y en las técnicas interactivas.

## Premios
- Premio Nessim Habif en 1972